# Augastes
Augastes é um gênero de aves apodiformes pertencentes à família Trochilidae, que inclui os beija-flores. O gênero possui duas espécies, distribuídas pelas regiões sudeste e nordeste do Brasil. As espécies do gênero são, comumente, denominadas beija-flor-de-gravata ou colibris-de-gravata.

## Espécies
| Imagem    | Nome comum                     | Nome científico     | Autoridade     |
| --------- | ------------------------------ | ------------------- | -------------- |
| sembordas | Beija-flor-de-gravata-vermelha | Augastes lumachella | Lesson, 1838   |
| sembordas | Beija-flor-de-gravata-verde    | Augastes scutatus   | Temminck, 1822 |